# Персеполіс (фільм)
«Персеполіс» (фр. Persepolis) — французький повнометражний анімаційний фільм 2007 року, знятий французькою письменницею іранського походження Марджан Сатрапі та художником і режисером Венсаном Паронно за мотивами автобіографічної графічної новели Сатрапі. 2007 року фільм брав участь в основній конкурсній програмі 60-го Каннського міжнародного кінофестивалю та отримав Приз журі. Отримуючи приз, Маржан Сатрапі сказала: «Хоча це універсальний фільм, я б хотіла присвятити цю нагороду усім іранцям». Сатрапі і Паронно отримали французьку національну кінопремію «Сезар» за найкращий дебютний фільм та за найкращий адаптований сценарій. «Персеполіс» був номінований на «Оскара» у номінації «Найкращий анімаційний фільм» і на «Золотий глобус» як найкращий фільм іноземною мовою. Він також отримав чотири номінації на «Енні» — за режисуру, сценарій і музику; номінації на BAFTA як найкращий анімаційний фільм і як найкращий фільм не англійською мовою. Фільм був також відзначений призами на кінофестивалях в Лондоні, Сан-Паулу та інших міжнародних кінофорумах .

## Сюжет
У 1978 році Маржан (К'яра Мастроянні) було 9 років. Вона жила в Тегерані зі своєю матір'ю (Катрін Денев), батьком (Симон Абкарян) і бабусею (Даніель Дар'є) в той час, коли в Ірані влада перейшла до підтримуваного США Шаха. Її батьки брали участь у мітингах і акціях протесту, сподіваючись, що життя зміниться не краще. Проте мати зупинила Маржі та її друзів, коли дізналася про їхні плани напасти на хлопчика, чий батько перебував у лавах карателів. Уві сні Маржі бачить Пророка, який нагадує їй про справедливість і прощення.
Одного дня в будинку рідних Маржі з'являється її дядько Ануш (Франсуа Жеросм), колишній політв'язень. Переконаний комуніст Ануш розповідає племінниці про своє життя в бігах і роках, проведених у в'язниці.
Попри протести середнього класу, ісламські фундаменталісти прийшли до влади, зібравши на виборах 99,99 % голосів. Під час правління Хомейні дядько Ануш гине. Закони змінюються, і жінки починають носити хіджаб. Члени сім'ї Маржан намагаються знайти віддушину в таємних товариствах, де дозволене те, що заборонив уряд, наприклад, алкоголь. Свій протест Маржі виражає, купуючи підпільно записи західних хеві-метал гуртів, одягаючи джинсову куртку та критикуючи у школі слова учителів.
Коли Іран вступає у війну з Іраком, Маржі переживає усі жахи воєнного часу — смерть друзів і розруху в рідному місті. Побоюючись, що доньку-бунтарку можуть заарештувати, батьки відправляють Марж у 1983 році вчитися у французькому ліцеї Відня. Дівчинку селять разом з католицькими черницями, і вона знову стикається з суворою дисципліною й дискримінацією. Через декілька років через образи черниці вона опиняється на вулиці. Маржан поневіряється по будинках своїх друзів і опиняється, врешті-решт, у пенсіонерки фрау Шлосс, колишньої викладачки філософії.
У 18 років Маржан захоплюється французом Маркусом, але скоро дізнається, що той їй зраджує. Дівчина втікає та декілька місяців живе на вулиці, де серйозно захворює. Її відправляють у віденський шпиталь. 1987 року з дозволу батьків Маржан повертається на батьківщину, щоб спробувати налагодити там своє життя. Але її бунтарський дух знову приносить їй серйозні прикрості.

## Актори
| • К'яра Мастроянні       | … | Маржан |
| • Даніель Дар'є          | … | бабуся |
| • Катрін Денев           | … | мати   |
| • Симон Абкарян          | … | батько |
| • Габрієль Лопес Бенітес | … | Маржі  |
| • Франсуа Жеросм         | … | Ануш   |
| • Тіллі Манделбро        | … | Лелі   |

## Знімальна група
- Автори сценарію — Маржан Сатрапі, Венсан Паронно
- Режисери-постановники — Маржан Сатрапі, Венсан Паронно
- Продюсери — Ксав'є Ріго, Марк-Антуан Робер
- Продюсер-консультант — Реми Бура
- Асоційований продюсер — Кетлін Кеннеді
- Співпродюсер — Тара Грейс (США)
- Оператор — Стефані Рош
- Композитор — Олів'є Бернет
- Монтаж — Стефані Рош
- Художник-постановник — Маріса Мюзі
- Артдиректор — Ішам Кадірі

## Реакція іранської влади
Вихід фільму і його участь в міжнародних фестивалях були засуджені урядом Ірану. Продержавний фонд «Іран Фарабі» направив у французьке посольство в Тегерані офіційний лист з протестом проти відбору фільму в конкурс Каннського кінофестивалю, який, на думку авторів листа, «представляє неправдоподібний погляд на досягнення і результати великої Ісламської революції». Пізніше, у лютому 2008 року фільм показали в Тегерані обмеженій аудиторії, при цьому з нього було вилучено шість сцен, переважно сексуального змісту. Як відзначається, деякі іранці вже бачили «Персеполіс» на DVD-дисках, нелегально завезених в країну.

## Додаткові факти
- Свою назву фільм дістав на честь давнього перського міста Персеполіс, столиці імперії ахеменідів.
- Фільм знятий переважно в чорно-білих кольорах у стилі графічного комікса Сатрапі. Сучасні сцени виділяються на загальному фоні кольором.
- Катрін Денев і К'яра Мастроянні, озвучили своїх героїнь як у французькому оригіналі, так і в англомовному дубляжі. У англійській версії батька озвучив Шон Пенн, а дядька Ануша — Іггі Поп[7].

## Нагороди та номінації
Загалом фільм отримав 30 фестивальних та професійних кінонагород та понад 50 номінацій
| Список нагород та номінацій                       | Список нагород та номінацій | Список нагород та номінацій                          | Список нагород та номінацій                          | Список нагород та номінацій | Список нагород та номінацій |
| Кінопремія                                        | Рік                         | Категорія                                            | Номінант(и)                                          | Результат                   |                             |
| ------------------------------------------------- | --------------------------- | ---------------------------------------------------- | ---------------------------------------------------- | --------------------------- | --------------------------- |
| Каннський міжнародний кінофестиваль               | 2007                        | Золота пальмова гілка                                | Персеполіс                                           | Номінація                   |                             |
| Каннський міжнародний кінофестиваль               | 2007                        | Приз журі                                            | Персеполіс                                           | Номінація                   |                             |
| Каннський міжнародний кінофестиваль               | 2007                        | Золота камера                                        | Персеполіс                                           | Номінація                   |                             |
| Каннський міжнародний кінофестиваль               | 2007                        | Пальмовий пес                                        | Юкі                                                  | Перемога                    |                             |
| Британський інститут кінематографії               | 2007                        | Сазерленд Трофі                                      | Персеполіс                                           | Перемога                    |                             |
| Міжнародний кінофестиваль в Манілі                | 2007                        | Спеціальний приз журі                                | Персеполіс                                           | Перемога                    |                             |
| Міжнародний кінофестиваль в Манілі                | 2007                        | Приз Ліно Брока                                      | Персеполіс                                           | Номінація                   |                             |
| Єрусалимський міжнародний кінофестиваль           | 2007                        | Приз «Дух свободи» за найкращий художній фільм       | Персеполіс                                           | Перемога                    |                             |
| Стокгольмський кінофестиваль                      | 2007                        | Приз за найкращу музику                              | Олів'є Бернет                                        | Перемога                    |                             |
| Міжнародний кінофестиваль в Сан-Паулу             | 2007                        | Приз аудиторії за найкращий іноземний художній фільм | Персеполіс                                           | Перемога                    |                             |
| Ванкуверський міжнародний кінофестиваль           | 2007                        | Найпопулярніший фільм                                | Персеполіс                                           | Перемога                    |                             |
| Премія Європейської кіноакадемії                  | 2007                        | Найкращий європейський фільм                         | Персеполіс                                           | Номінація                   |                             |
| Альянс жінок кіножурналістів                      | 2007                        | Найкращий фільм іноземною мовою                      | Персеполіс                                           | Номінація                   |                             |
| Альянс жінок кіножурналістів                      | 2007                        | Найкращий адаптований сценарій                       | Маржан Сатрапі, Венсан Паронно                       | Номінація                   |                             |
| Альянс жінок кіножурналістів                      | 2007                        | Нагорода «Культурне пересічення» — Спеціальна згадка | Нагорода «Культурне пересічення» — Спеціальна згадка | Перемога                    |                             |
| Альянс жінок кіножурналістів                      | 2007                        | Видатне досягнення жінки в кіноіндустрії             | Кетлін Кеннеді                                       | Перемога                    |                             |
| Національна рада кінокритиків США                 | 2007                        | Нагорода «Свобода вираження»                         | Нагорода «Свобода вираження»                         | Перемога                    |                             |
| Спільнота кінокритиків Нью-Йорка                  | 2007                        | Найкращий анімаційний фільм                          | Персеполіс                                           | Перемога                    |                             |
| Асоціація кінокритиків Лос-Анджелеса              | 2007                        | Найкращий анімаційний фільм                          | Персеполіс                                           | Перемога                    |                             |
| Асоціація кінокритиків Даллас — Форт-Ворта        | 2007                        | Найкращий анімаційний фільм                          | Персеполіс                                           | 2-е місце                   |                             |
| Кінокритики Нью-Йорка онлайн                      | 2007                        | Найкращий фільм іноземною мовою                      | Персеполіс                                           | Перемога                    |                             |
| Кінокритики Нью-Йорка онлайн                      | 2007                        | Найкращий анімаційний фільм                          | Персеполіс                                           | Перемога                    |                             |
| Кінокритики Нью-Йорка онлайн                      | 2007                        | ТОП-фільмів року                                     | Персеполіс                                           | Перемога                    |                             |
| Спільнота жінок-кінокритиків                      | 2007                        | Найкращий іноземний фільм жінки, або про жінок       | Персеполіс                                           | Перемога                    |                             |
| Премія «Оскар»                                    | 2008                        | Найкращий анімаційний фільм                          | Персеполіс                                           | Номінація                   |                             |
| Золотий глобус                                    | 2008                        | Найкращий фільм іноземною мовою                      | Персеполіс                                           | Номінація                   |                             |
| Премія «Сезар»                                    | 2008                        | Найкращий фільм                                      | Персеполіс                                           | Номінація                   |                             |
| Премія «Сезар»                                    | 2008                        | Найкращий дебютний фільм                             | Персеполіс                                           | Перемога                    |                             |
| Премія «Сезар»                                    | 2008                        | Найкращий адаптований сценарій                       | Маржан Сатрапі, Венсан Паронно                       | Перемога                    |                             |
| Премія «Сезар»                                    | 2008                        | Найкращий монтаж                                     | Стефані Рош                                          | Номінація                   |                             |
| Премія «Сезар»                                    | 2008                        | Найкраща музика до фільму                            | Олів'є Бернет                                        | Номінація                   |                             |
| Премія «Сезар»                                    | 2008                        | Найкращий звук                                       | Тьєррі Лебон, Ерік Шевальє, Самі Барде               | Номінація                   |                             |
| Премія «Люм'єр»                                   | 2008                        | Найкращий фільм                                      | Персеполіс                                           | Номінація                   |                             |
| Премія «Енні»                                     | 2008                        | Найкращий анімаційний фільм                          | Персеполіс                                           | Номінація                   |                             |
| Премія «Енні»                                     | 2008                        | Найкращий режисура анімаційного фільму               | Маржан Сатрапі, Венсан Паронно                       | Номінація                   |                             |
| Премія «Енні»                                     | 2008                        | Найкращий сценарій анімаційного фільму               | Маржан Сатрапі, Венсан Паронно                       | Номінація                   |                             |
| Премія «Енні»                                     | 2008                        | Найкраща музика до анімаційного фільму               | Олів'є Бернет                                        | Номінація                   |                             |
| Роттердамський міжнародний кінофестиваль          | 2008                        | Премія MovieZone                                     | Маржан Сатрапі, Венсан Паронно                       | Перемога                    |                             |
| Роттердамський міжнародний кінофестиваль          | 2008                        | Премія аудиторії                                     | Маржан Сатрапі, Венсан Паронно                       | Перемога                    |                             |
| Премія «Боділ»                                    | 2008                        | Найкращий не американський фільм                     | Персеполіс                                           | Номінація                   |                             |
| Синдикат французьких кінокритиків                 | 2008                        | Найкращий перший фільм                               | Персеполіс                                           | Перемога                    |                             |
| Кришталевий глобус (Франція)                      | 2008                        | Найкращий фільм                                      | Персеполіс                                           | Перемога                    |                             |
| Премія «Золотий трейлер»                          | 2008                        | Найкращий оригінальний іноземний трейлер             | Персеполіс                                           | Перемога                    |                             |
| Міжнародна спілка сінефілів                       | 2008                        | Найкращий анімаційний фільм                          | Персеполіс                                           | Перемога                    |                             |
| Італійський національний синдикат кіножурналістів | 2008                        | Срібна стрічка найкращому європейському режисерові   | Маржан Сатрапі, Венсан Паронно                       | Номінація                   |                             |
| Національна спілка кінокритиків США               | 2008                        | Найкращий фільм іноземною мовою                      | Персеполіс                                           | 3-є місце                   |                             |
| Золота зірка кіно                                 | 2008                        | Найкращий перший фільм                               | Персеполіс                                           | Перемога                    |                             |
| Премія BAFTA                                      | 2009                        | Найкращий фільм не англійською мовою                 | Персеполіс                                           | Номінація                   |                             |
| Премія BAFTA                                      | 2009                        | Найкращий анімаційний фільм                          | Персеполіс                                           | Номінація                   |                             |
| Аргентинська асоціація кінокритиків               | 2009                        | Найкращий іноземний фільм не іспанською мовою        | Персеполіс                                           | Перемога                    |                             |